# KT Gorique

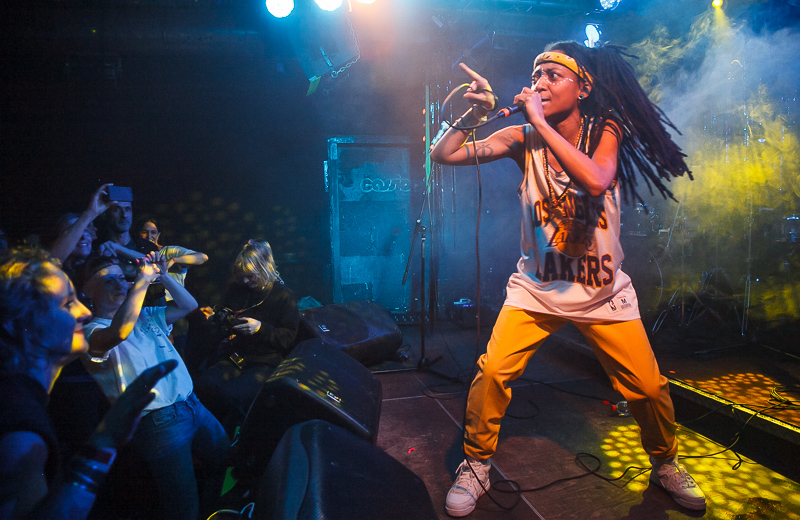
KT Gorique (2018)

KT Gorique (* 1991 als Caterina Akissi Amenan Mafrici in Abidjan) ist eine Schweizer Rapperin, Schauspielerin, Freestylerin und Tänzerin.

## Leben
Im Alter von acht Jahren entdeckte KT Gorique die Kunst des Schreibens und Reimens und entwickelte die Fähigkeit, mit Wörtern zu spielen. Mit elf Jahren zog ihre Familie nach Martigny.
KT Gorique kam aufgrund ihrer ivorischen und italienischen Eltern zunächst mit Afromusik sowie Reggae, Soul, Blues und RnB in Kontakt. Im Alter von vier Jahren erlernte sie das Tanzen. Hier wurde der Grundstein für den Hip-Hop gelegt.
2012 gewann sie in New York als erste Frau, erste Schweizerin und als jüngste Siegerin den internationalen Freestyle-Rap-Wettbewerb End of the Weak.
2014 spielte KT Gorique im Film «Brooklyn» von Pascal Tessaud die Hauptrolle der Coralie, ohne je Schauspielunterricht genommen zu haben. Mit dem Film gewann sie beim Cannes Film Festival sowie beim Best Interpretation Milan Film Festival. Im November gewann sie den Förderpreis des Kantons Wallis. Bei der Preisübergabe erschien sie wie bei jedem grösseren Auftritt mit bemaltem Gesicht auf der Bühne. Im Januar 2018 trat sie trotz Erkrankung mit 39 Grad Fieber beim «Bounce Cypher» und ein paar Tage später bei den Swiss Music Awards auf.

## Diskografie
- 2016: Tentative de Survie (Album)
- 2017: ORA (Mixtape)
- 2018: Kunta Kita (Kriegerin) (Album)
- 2020: Akwaba (Album)

## Filmografie
- 2014: Brooklyn (Pascal Tessaud)
- 2016: Marie und die Schiffbrüchigen (Sebastien Betbeder)
- 2017: Foulek (Patrick Muroni)

## Auszeichnungen
- 2012: End of the Weak Swiss Champion
- 2012: End of the Weak World Champion
- 2014: Cannes Film Festival für «Brooklyn»
- 2014: Best Interpretation Milan Film Festival für «Brooklyn»
- 2017: New Yorker Hip Hop Film Festival als beste Schauspielerin
- 2017: Best Swiss Live Talents
- 2019: Swiss Music Price